# 竜湖区
竜湖区（りゅうこく）は中華人民共和国広東省汕頭市に位置する市轄区。

## 行政区画
5街道、2鎮を管轄する
- 街道
  - 金霞街道、珠池街道、新津街道、鴎汀街道、竜祥街道
- 鎮
  - 外砂鎮、新渓鎮

## 交通

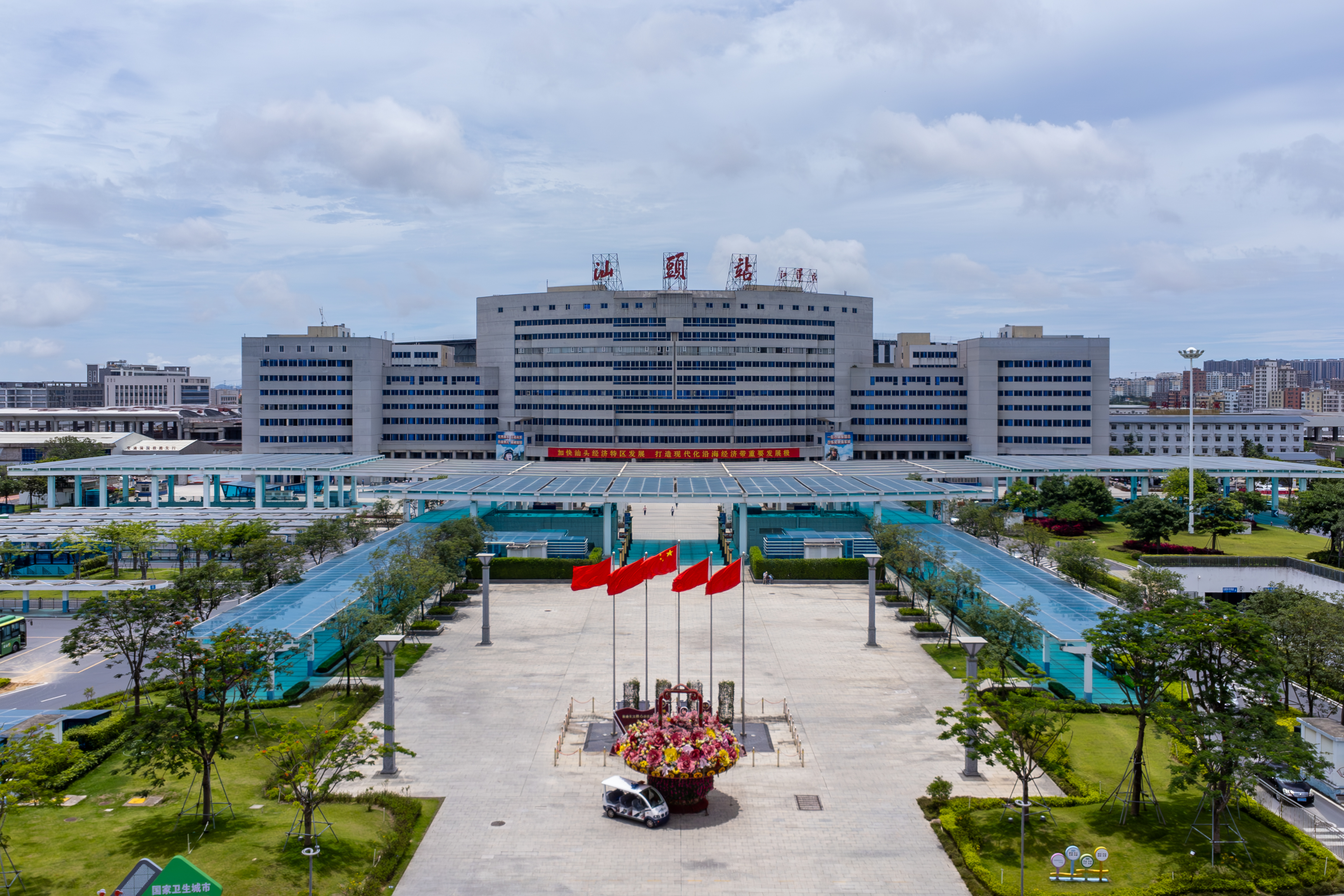
汕頭駅

### 鉄道
- 中国国家鉄路集団
  - 広梅汕線
    - 汕頭駅

### 道路
- 高速道路
  -  瀋海高速道路
  -  汕昆高速道路
- 国道
  - G228国道